# Никола Грбовић
Никола Грбовић (Мратишић код Ваљева ? — ? 1806) обор-кнез из доба Првог српског устанка. Био је кнез Колубарске кнежине у Ваљевској нахији у доба спровођења повластица од 1793/94. и 1796. Активно је учествовао у организацији унутрашње кнежинске управе и посебне Српске народне војске команданта Станка Арамбашића у борбама против покушаја Османа Пазваноглуа да завлада Београдским пашалуком.
Пришао је устанку од самог почетка и са сином Милованом организовао војску у својој кнежини. Учествовао је у ослобођењу Ваљева и у првим борбама око Београда. Био је устанички делегат у преговорима са Бећир-пашом 1804 годином.